# NGC 806
NGC 806 ist eine Spiralgalaxie mit starken Emissionslinien (strong emission-line galaxy, ELG) und eine UV-Exzess-Galaxie im Sternbild Cetus. An ihrem nordöstlichen Rand befindet sich eine auffällige Struktur, bei der es sich um ein H-II-Gebiet der Galaxie handeln dürfte, das in einigen Katalogen einen eigenen Bezeichner erhalten hat (SDSS J020332.58-095547.5, LEDA 3100716).
Das Objekt wurde am 1. November 1886 von Lewis A. Swift als Nebel entdeckt.